# بن والاس
بن والاس (بالإنجليزية: Ben Wallace) مواليد 10 سبتمبر 1974 في وايت هول، هو لاعب كرة سلة أمريكي سابق بدأ مسيرته الاحترافية في سنة 1996. يبلغ طوله 6 قدم 9 بوصة (2.1 م). مثّل منتخب بلاده. اعتزل اللعب في 2012.

## فرق لعب لها
- واشنطن ويزاردز
- أورلاندو ماجيك
- ديترويت بيستونز
- شيكاغو بولز
- كليفلاند كافالييرز

## روابط خارجية
- بن والاس على موقع الاتحاد الدولي لكرة السلة (الإنجليزية)
- بن والاس على موقع إن بي أي (الإنجليزية)
- بن والاس على موقع سبورتس رفرنس (الإنجليزية)
- بن والاس على موقع كرة السلة الأوروبية.كوم (الإنجليزية)
- بن والاس على موقع ريلجم (الإنجليزية)
- بن والاس على موقع بروبوليرز (الإنجليزية)
- بن والاس على موقع قاعة فرجينيا للمشاهير الرياضية (الإنجليزية)